# Bunt (album)
Bunt – czwarty album studyjny polskiego rapera Pona.

## Lista utworów
1. Każde -0:58
2. Przebudzenie Gościnnie: DJ Def, ZuoZone - 3:02
3. To Syndrom Gościnnie: DJ Def, ZuoZone - 2:54
4. Zmiany Światopoglądu Gościnnie: DJ Def - 3:04
5. W Zniewolonym Świecie Gościnnie: DJ Def, ZuoZone - 3:14
6. Gdzie	0:35
7. Ludzie Karmieni Nadzieją Są Gościnnie:  DJ Def - 2:56
8. Po To Byś Zrozumiał Że Gościnnie: ZuoZone - 2:19
9. W Poszukiwaniu Stanu Świadomości Gościnnie: DJ Def, Ero - 3:33
10. Wiedząc Co Się Liczy Gościnnie::  Ania Erman Kandeger, DJ Def, Ero - 3:49
11. I Co Ma Tak Naprawdę Znaczenie - 2:43
12. Żyje Się Dla Uśmiechu Gościnnie: DJ Def, Zipera - 3:54
13. Czekając Na - 0:59
14. Krytyczny Moment Gościnnie: Dj Def, Kazan - 4:16
15. Co Powoduje W Człowieku Gościnnie: Dj Def, Hudy - 3:10
16. Bunt. - 4:09
17. To Wszystko - 0:45